# 鸡娃草属
鸡娃草属，旧称小蓝雪花属，是白花丹科下的一个属，为一年生草本植物。该属仅有鸡娃草一种，分布于中亚。